# Александра Гедеон
Александра Гедеон (Панчево, 1986) српска је уметница у области сликарства. Дипломирала је 2010. године на Факултету примењених уметности Универзитета уметности у Београду, на одсеку зидно сликарство.

## Биографија
Рођена је у Панчеву 1986. године. Приредила је самосталне изложбе, учествовала је на групним изложбама и међународним ликовним колонијама. Од 2019. године ради као кустос у Галерији савремене уметности Народног музеја у Смедеревској Паланци, где је организовала преко седамдесет самосталних и групних изложби, члан је уметничког савета Народног музеја у Смедеревској Паланци.

## Изложбе
- групна изложба „Портрет кроз време“, Народни универзитет „Браћа Стаменковић“, Београд 2002.
- 24. Смотра ликовног стваралаштва аматера Србије, Вршац, Нови Сад, Зајечар, 2004.
- Изложба ликовних стваралаца Опова, галерија „Јован Поповић“ у Опову 2003-2013.
- Интернационална ликовна колонија и изложба „Опово“, 2007-2015.
- Први , четврти сусрет акварелиста Србије, галерија „Јован Поповић“ Опово 2009, 2010.
- ОТИСАК У КАМЕНУ, Мозаик, фреска, зграфито, витраж, групна изложба студената ФПУ, галерија СКЦ Нови Београд, 2010.
- Акварел~ликовна колонија, Геронтолошки центар Зрењанин, 2010.
- Самостална изложба, Александра Гедеон и Милена Ранчић, галерија МЗ Сакуле 2013.
- Групна изложба „Уметност је женског рода“, у организацији Блиц Жене, Дом омладине, 2014.[1]
- Групна излозба „Уметност у минијатури“, Мајданпек, Зајечар, Београд, 2015.
- Интернационалне ликовне колоније и изложбе Опово, Опово, 2007-2015.
- Селектор/кустос и један од аутора на изложби у Галерији савремене уметности Народног музеја у Смедеревској Паланци, RECONNECTION 2019, Међународно тријенале проширених медија, мултимедијалне уметности и уметности нових медија чији је покровитељ и покретач Удружење ликовних уметника Србије УЛУС.
- Поклон мозаик Господ манастиру Хиландар, мозаик се трајно налази у манастиру Хиландар, Света Гора, Грчка, 2021.
- Учешће на интернационалном уметничком симпозијуму , у организацији галерије  и Министарства туризма и антиквитета Египта, Хургада, Египат, септембар 2022.
- Самостална изложба слика Портрети и њихови људи, Галерија савремене уметности Народног музеја у Смедеревској Паланци, децембар 2022.
- Самостална изложба Традиција и будућност, галерија Дома културе Зоран Петровић у Сакулама, у организацији галерије Јован Поповић Опово, септембар 2023.
- Самостална изложба слика Портрети и њихови људи 2, Културни центар Младост Футог, октобар 2023.[2]
- Уметничка интерпретација археолошког налаза на археолошко-радиолошкој изложби Музејски досије - Прича о две потковице, Народни музеј у Смедеревској Паланци, новембар 2023.
- Самостална изложба слика Лица и личности, Културни центар Сомбор, фебруар 2024.
- Међународни женски уметнички фестивал World woman art festival Hurghada-Luxor-Aswan, Хургада-Луксор-Асуан, Египат, март 2024.
- Самостална изложба слика Портрети и њихови људи, Фоаје Културног центра Панчева, април 2024.[3][4]
- Самостална изложба слика Портрети и њихови људи, Галерија Народног универзитета Врање, јун 2024.[5]
- Самостална изложба слика Портрети и њихови људи, Градски музеј Крива Паланка, Македонија, август 2024.
- Учешће на интернационалном уметничком симпозијуму , у организацији галерије  и Министарства туризма и антиквитета Египта, Шарм eл Шеик (Sharm Elshiekh), Египат, септембар 2024.

## Галерија
- Био сам заводник, сада сам лечени алкохоличар, комбинована техника, 7,5 х 9 цм, 2020.
- Дигни главу и сети се разних ствари, комбинована техника, 7 х 7 цм, 2020.
- Изгледа да све што ја волим има неки проблем, комбинована техника, 7 х 7,5 цм, 2021.
- Објасни ме, комбинована техника, 7 х 8 цм, 2020.
- Помирљивост долази, комбинована техника, 7 х 8 цм, 2020.
- Пролеће, комбинована техника, 8 х 10 цм, 2020.
- Сенка, комбинована техника, 7 х 7,3 цм, 2020.